# 中徳富駅
中徳富駅（なかとっぷえき）は、北海道樺戸郡新十津川町字弥生にあった北海道旅客鉄道（JR北海道）札沼線（学園都市線）の駅である。事務管理コードは▲130221。

## 歴史

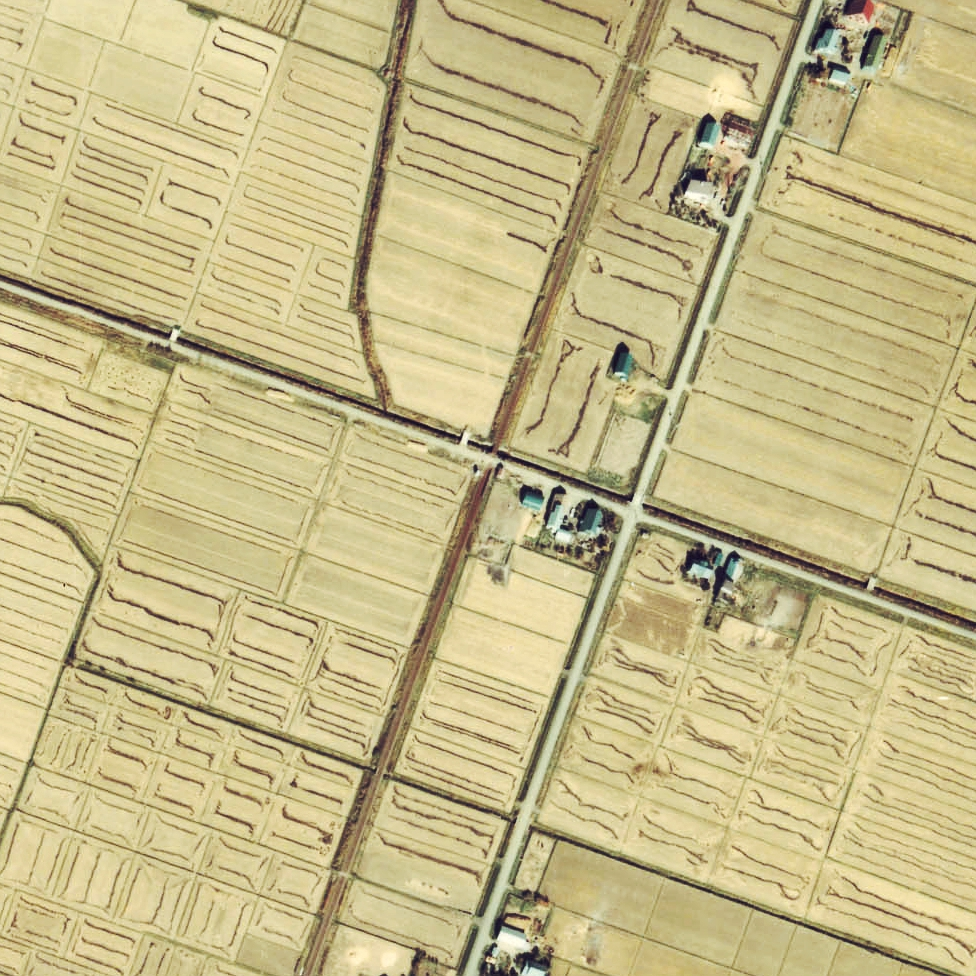
1977年の中徳富駅と周囲約500m範囲。下が札幌方面。

利用客僅少のため当区間廃止に先立つ2006年（平成18年）3月18日に廃駅となった。
- 1956年（昭和31年）11月16日：日本国有鉄道（国鉄）札沼線の駅として開業[1]。旅客のみ取扱い[1]。
- 1987年（昭和62年）4月1日：国鉄分割民営化に伴い、JR北海道に継承[1]。
- 1991年（平成3年）3月16日：札沼線に「学園都市線」の愛称を設定[JR北 2][JR北 3][4]。
- 1996年（平成8年）3月16日：札沼線（学園都市線）のうち、当駅を含む石狩当別駅 - 新十津川駅間でワンマン運転開始[4]。
- 2006年（平成18年）3月18日：利用者僅少に伴い廃止となる[JR北 1][新聞 1]。

### 駅名の由来
初代の「中徳富駅」である新十津川駅は、地域名の「徳富」に、石狩川を基準にして中流にあることから「中」を冠したことによる命名であった。2代目の「中徳富駅」である当駅についても、「上徳富」と「下徳富」の中間にあるための命名とされている。
なお、所在地名の「弥生」は、かつて内村ヤエという人物の家の脇を流れる川が「ヤエ川」と呼ばれ、いつしか「弥生」となったものであるとされる。

## 廃止時の駅構造
単式ホーム1面1線を有する地上駅。駅舎、待合室ともなく、ホームのみが設置されていた。石狩当別駅管理の無人駅だった。駅の北側に南八号線の踏切が接していた。

## 駅周辺
周辺は田園風景が広がるのみである。
- 国道275号

## 隣の駅
北海道旅客鉄道
札沼線（学園都市線）
下徳富駅 - 中徳富駅 - 新十津川駅